# Slawtscho Binew
Slawtscho Pentschew Binew (bulgarisch Славчо Пенчев Бинев; * 10. Dezember 1965 in Sofia), bekannt auch als Slawi Binew (auch Slavi Binev geschrieben, bzw. bulgarisch Слави Бинев) ist ein bulgarischer Politiker. Er war von 2007 bis 2014 Mitglied des Europäischen Parlaments für die nationalistische Partei Ataka, aus der er 2011 austrat. Slawtscho Bonew ist Balkanmeister (1990) und Europameister im Taekwondo von Celje, Slowenien (1992). Er ist Träger des 5. DAN. Die Turnerin Miroslawa Binewa ist seine Tochter.

## Leben
Slawtscho Binew wurde in der bulgarischen Hauptstadt Sofia 1965 geboren. Als Grundschule besuchte er zwischen 1973 und 1979 die „47-te Sportschule Emil Markow“. Seine Mittlere Reife schloss er im „9. Französischen Gymnasium“ ebenfalls in Sofia 1984 ab. Danach wurde er in der Nationalen Sportakademie Wasil Lewski an der Fakultät für Pädagogik, Fachrichtung: Tennis und Boxen angenommen. 1990 beendete er die Sportakademie mit dem Master-Titel.
Zwischen 2004 und 2007 promovierte er am Institut für Psychologie der Bulgarischen Akademie der Wissenschaften.

## Politik
Slawtscho Binew ist seit 1996 Stellvertretender Vorsitzender des Bulgarischen Taekwondo-Verbandes; seit 2003 Vorsitzender des Komitees für die soziale Unterstützung von Sportlern beim Bulgarischen Olympischen Komitee (BOK); seit 2003 Mitglied des Forschungskomitees der World Taekwondo Federation und seit 2006 Mitglied des Exekutivbüros des BOK und Vorsitzender der Begabtenstiftung des BOK und der Staatlichen Agentur für Jugend und Sport (DAMS).
Von September 2005 bis zum 31. Dezember 2006 gehörte Binew der bulgarischen EU-Parlaments-Beobachterdelegation an.
Bei den Europawahlen 2007 wurde von der Liste der Partei Ataka als Abgeordneter ins Europaparlament gewählt. Bei der Europawahl 2009 wurde sie als solcher bestätigt, ebenfalls als Kandidat der Partei Ataka.
Als EU-Parlamentarier ist Binew Mitglied im Ausschuss für Wirtschaft und Währung, in der Delegation für die Beziehungen zu den Ländern Mittelamerikas und in der Delegation in der Parlamentarischen Versammlung Europa-Lateinamerika.
2011 trat er aus der Partei Ataka aus. Im Mai 2012 gründete er eine Partei namens People for Real, Open and United Democracy (PROUD), die 2014 in der Nationalen Front für die Rettung Bulgariens (NFSB) aufging. Im Dezember 2012 trat er der Fraktion Europa der Freiheit und der Demokratie bei. 2014 schied er aus dem Europaparlament aus, nachdem die NSFB mit 3,05 % am Einzug ins Europaparlament gescheitert war. Binew war Vorstandsmitglied der europäischen Partei Bewegung für ein Europa der Freiheit und der Demokratie (MELD). Seit 2016 ist er Mitglied der Alliance for Direct Democracy in Europe (ADDE).